# Chemmy Alcott
 Chimene “Chemmy” Mary Alcott  (Twickenham, 10 juli 1982) is een Brits voormalig alpineskiester. Ze werd diverse malen Brits kampioen in de verschillende disciplines van het alpineskiën.

## Biografie
Alcott maakte haar debuut in wereldbeker op de reuzenslalom in Lienz in december 1999. Op negentienjarige leeftijd maakte ze in 2002 haar debuut op de Olympische Winterspelen in Salt Lake City . Ze nam aan alle disciplines deel. Haar beste resultaat liet ze optekenen in de combinatie met een veertiende plaats. Op de Olympische Winterspelen 2006 in Turijn eindigde ze elfde op de afdaling. Ook op de Olympische Winterspelen 2010 in Vancouver was een elfde plaats haar beste resultaat, ditmaal wel op de supercombinatie. Tijdens een training in de aanloop naar de wereldbekerwedstrijd in Canada eind 2010 kwam Alcott zwaar ten val met een dubbele breuk van haar rechterbeen tot gevolg. Als gevolg van deze blessure kwam Alcott het volledige jaar 2011 niet in actie. 
Op de Olympische Winterspelen 2014 in Sotsji eindigde Alcott negentiende in de afdaling en 23e in de Super G. Alcott nam ook diverse malen deel aan wereldkampioenschappen. Haar beste resultaat was een vijftiende plaats op de afdaling tijdens de Wereldkampioenschappen alpineskiën 2009 in Val d'Isère. Alcott behaalde 5 top 10-noteringen in wereldbekerwedstrijden en was de eerste Britse ooit die een run kon winnen op een wereldbekerwedstrijd. 
Op het einde van het seizoen 2013/2014 maakte Alcott bekend dat ze een punt zet achter haar loopbaan.

## Resultaten

### Titels
- Brits kampioene afdaling - 2002, 2003, 2005, 2007, 2008, 2009
- Brits kampioene super G - 2001, 2002, 2003, 2007, 2008, 2009
- Brits kampioene reuzenslalom - 2002, 2003, 2005, 2006, 2007, 2008, 2009
- Brits kampioene slalom - 2003, 2004, 2006, 2007, 2008, 2009
- Brits kampioene supercombinatie - 2002, 2003, 2005, 2007, 2009

### Wereldkampioenschappen
| Jaar | Plaats                 | Resultaten                                                          |
| ---- | ---------------------- | ------------------------------------------------------------------- |
| 1999 | Vail-Beaver Creek      | 33e Reuzenslalom DNF Slalom                                         |
| 2001 | Sankt Anton am Arlberg | 36e Super G                                                         |
| 2003 | Sankt Moritz           | 25e Reuzenslalom 33e Afdaling                                       |
| 2005 | Bormio                 | 19e Afdaling 22e Super G 35e Reuzenslalom DNF Combinatie DNS Slalom |
| 2007 | Åre                    | 27e Reuzenslalom 28e Super G DNF Afdaling DNF Supercombinatie       |
| 2009 | Val d'Isère            | 15e Afdaling 17e Supercombinatie 20e Super G 29e Reuzenslalom       |
| 2013 | Schladming             | 24e Super G                                                         |

### Olympische Spelen
| Jaar | Plaats         | Resultaten                                                               |
| ---- | -------------- | ------------------------------------------------------------------------ |
| 2002 | Salt Lake City | 14e Combinatie 28e Super G 30e Reuzenslalom 32e Afdaling DNF Slalom      |
| 2006 | Turijn         | 11e Afdaling 19e Super G 22e Reuzenslalom DSQ Combinatie                 |
| 2010 | Vancouver      | 11e Supercombinatie 13e Afdaling 20e Super G 27e Reuzenslalom DNF Slalom |
| 2014 | Sotsji         | 19e Afdaling 23e Super G DNS2 Supercombinatie                            |

### Wereldbeker

#### Eindklasseringen
| Seizoen   | Algm | AD  | RS  | SG  | SC  |
| --------- | ---- | --- | --- | --- | --- |
| 2002/2003 | 115e | -   | -   | 50e | -   |
| 2003/2004 | 51e  | 27e | 39e | 29e | -   |
| 2004/2005 | 78e  | 42e | -   | 43e | -   |
| 2005/2006 | 60e  | 51e | -   | 29e | 38e |
| 2006/2007 | 32e  | 27e | 21e | 33e | 13e |
| 2007/2008 | 63e  | 39e | 28e | 42e | 28e |
| 2008/2009 | 55e  | 38e | 28e | 36e | 25e |
| 2009/2010 | 40e  | 48e | 26e | 24e | 8e  |
| 2010/2011 | 124e | -   | 44e | -   | -   |
| 2012/2013 | 104e | 40e | -   | 45e | -   |
| 2013/2014 | 110e | -   | -   | 47e | -   |